# Rostislav Stratzimirović

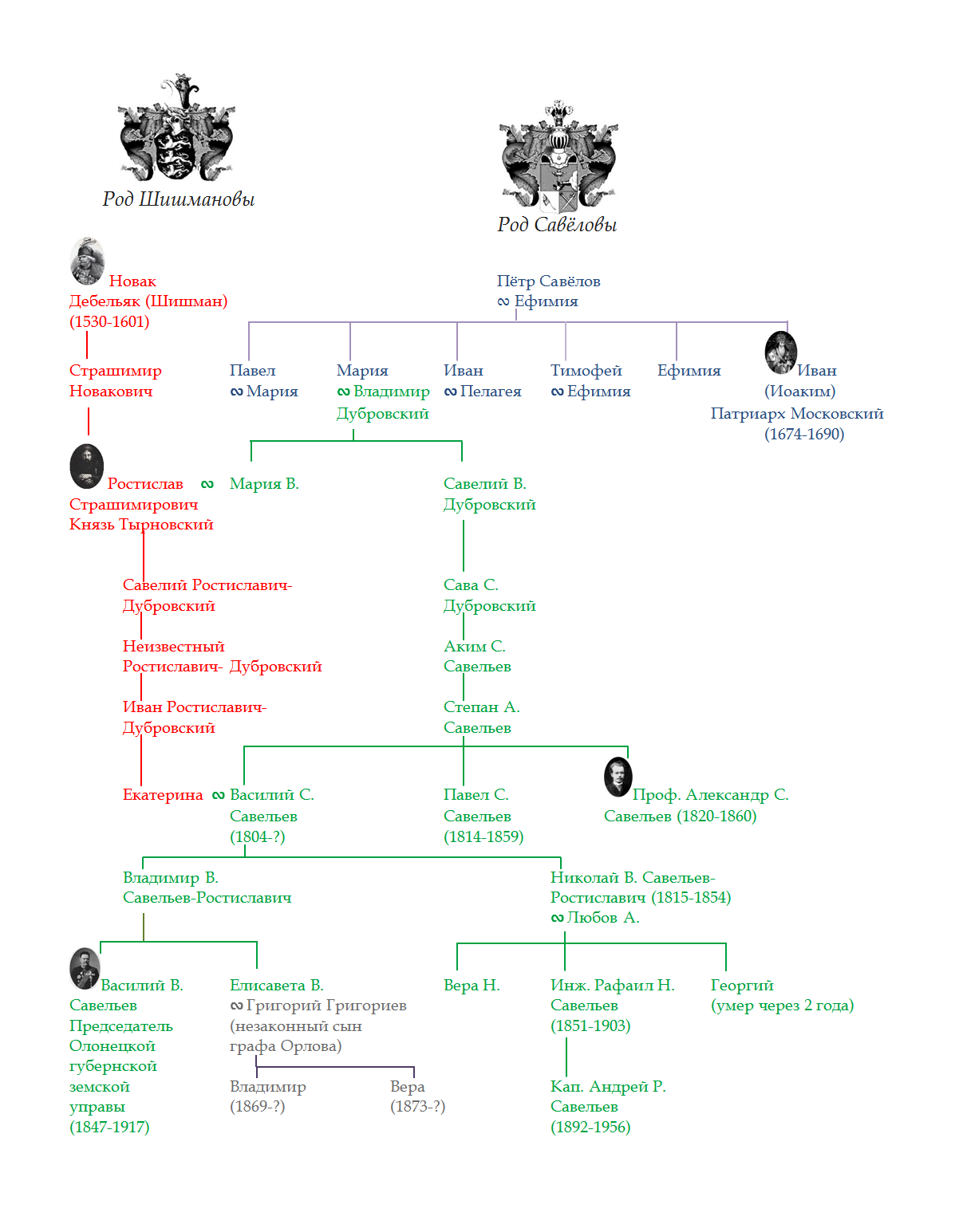
Un arbre généalogique de la famille russe Saveliev-Rostislavic, selon la version de Nikolay Elagin.

Rostislav Stratzimirović (Bulgare: Ростислав Стратимирович, Russe: Ростислав Страшимирович) fait partie de la noblesse bulgare du XVIIe siècle. Prince de Tarnovo et descendant de la dynastie médiévale Bulgare Chichmanoglu.
Il est le leader du Deuxième soulèvement de Tarnovo contre l'empire Ottoman de 1686.
En 1686 Rostislav Stratzimirović visita Moscou où il demanda de l'aide pour la rébellion qu'il était en train de préparer au patriarche russe Yoakim. L'accord fut garanti par les fiançailles du Prince avec la nièce du patriarche - Maria Dubrovska. Pendant ce temps, dans la capitale bulgare de Tarnovo, la rébellion éclata prématurément. Rostislav retourna en Bulgarie, mais les forces de l'Empire ottoman étaient bien supérieures et la rébellion fut anéantie. Gravement blessé, Rostislav trouva refuge au monastère de Rila, où des moines lui sauvèrent la vie. Après maintes aventures, il retourna à Moscou, où il se maria avec Maria Dubrovska et commença à fonder la famille de la noblesse russe Saveliev-Rostislavić. Un de ses descendants est l'écrivain russe Nikolay Saveliev-Rostislavić.